# 泰國小刺眼鰍
泰國小刺眼鰍為輻鰭魚綱鯉形目鰍科的其中一種，為熱帶淡水魚，分布於亞洲泰國淡水流域，本魚體細長，背部具有8-9個黑色鞍狀斑，側線上具有8-9個黑色圓斑，體側具有數條波浪狀的細紋，體長可達11.8公分，棲息在沙底質的河川上游，生活習性不明。

## 扩展阅读
維基物種上的相關：泰國小刺眼鰍